# José Vélez Villamar
José de la Cruz Vélez Villamar (Daule, 1 de mayo de 1845-París, testó 27 de diciembre de 1881) fue un político y filántropo ecuatoriano.

## Biografía
Nació en la ciudad de Daule el 1 de mayo de 1845 adoptivo del escribano público Antonio Vélez Enríquez originario de la ciudad de Quito, casado en Daule con la señora Concepción Villamar. En 1852  siendo aún muy joven se traslada a Guayaquil siendo educado en casa por su madre, años más tarde en 1957 ingresa al Colegio San Vicente del Guayas hoy Vicente Rocafuerte. En 1864 fallece su madre, luego ingresa como comerciante formando una sociedad con Raimundo Icaza Ordoñez en la importación de bienes europeos y norteamericanos. En 1871 es nombrado Vocal suplente en el Directorio del Banco del Ecuador. Un año después ocupa el mismo cargo en el Banco de Crédito Hipotecario. En 1875 fallece su padre en Guayaquil.En 1876 preside la Municipalidad de la ciudad. Preside en el cabildo la sesión ampliada en favor de la revolución de Veintimilla contra el presidente Borrero. En el acta revolucionaria se hace énfasis en que el presidente no había derogado la constitución ultramontana garciana de 1869. En ese instante es nombrado Subsecretario de Hacienda y se dedica a conseguir recursos para emprender la campaña revolucionaria contra la Sierra trayendo de Estados Unidos los fusiles de marca Remington. Ocupa el cargo de Ministro de Hacienda por unos meses y en 1877 sale electo diputado por la provincia del Guayas y concurre a la convención de Ambato del 26 de enero de 1878. En 1879 figura entre los fundadores del Comité que se proponía erigir el Monumento a Olmedo ubicado actualmente en el Malecón. En 1880 nuevamente es Ministro de Hacienda siendo reemplazado luego por Martín de Ycaza Paredes. Por una dolencia cardiaca se traslada a París en donde sufre otra recaída y fallece a principios de 1882. Conociéndose el lamentable suceso la Municipalidad coloco un retrato de cuerpo entero en el salón de sesiones. Se construye un Hospital que llevó su nombre por su noble contribución económica.
Una calle céntrica de la ciudad lleva su nombre.